# Ahn Jin-soo
Ahn Jin-soo (* 27. Juni 1973 in Kosung) ist ein ehemaliger südkoreanischer Skilangläufer.

## Werdegang
Ahn startete international erstmals bei den Olympischen Winterspielen 1992 in Albertville und belegte dabei den 79. Platz in der Verfolgung, den 77. Rang über 10 km klassisch und den 70. Platz über 30 km klassisch. Zudem errang er dort zusammen mit Park Byung-Chul, Wi Jae-wook und Kim Kwang-rae den 15. Platz in der Staffel. Im folgenden Jahr lief er bei den nordischen Skiweltmeisterschaften in Falun auf den 80. Platz in der Verfolgung, auf den 78. Rang über 10 km klassisch und auf den 74. Platz über 30 km klassisch. Bei den Olympischen Winterspielen 1994 in Lillehammer kam er auf den 75. Platz über 10 km klassisch, auf den 68. Rang in der Verfolgung und auf den 51. Platz über 30 km Freistil und bei den nordischen Skiweltmeisterschaften 1995 in Thunder Bay auf den 84. Platz über 10 km klassisch und auf den 64. Rang in der anschließenden Verfolgung. Im Februar 1996 nahm er in Harbin erstmals an den Winter-Asienspielen teil und errang dabei den 11. Platz über 15 km Freistil und den zehnten Platz über 10 km klassisch. Im folgenden Jahr lief er bei den nordischen Skiweltmeisterschaften in Trondheim auf den 93. Platz über 10 km klassisch und auf den 74. Rang in der Verfolgung. Bei den Olympischen Winterspielen 1998 in Nagano belegte er den 74. Platz über 10 km klassisch, den 66. Rang in der Verfolgung und den 63. Platz über 30 km klassisch. Zudem errang er dort den 20. Platz zusammen mit Park Byung-Chul, Shin Doo-sun und Park Byung-Joo in der Staffel. Seine letzten internationalen Rennen absolvierte er im Februar 1999 bei den Winter-Asienspielen in Gangwon. Dort errang er den 13. Platz über 30 km Freistil und holte mit der Staffel die Bronzemedaille.

## Teilnahmen an Weltmeisterschaften und Olympischen Winterspielen

### Olympische Spiele
- 1992 Albertville: 15. Platz Staffel, 70. Platz 30 km klassisch, 77. Platz 10 km klassisch, 79. Platz 15 km Verfolgung Freistil
- 1994 Lillehammer: 51. Platz 30 km Freistil, 68. Platz 15 km Verfolgung Freistil, 75. Platz 10 km klassisch
- 1998 Nagano: 20. Platz Staffel, 63. Platz 30 km klassisch, 66. Platz 15 km Verfolgung Freistil, 74. Platz 10 km klassisch

### Nordische Skiweltmeisterschaften
- 1993 Falun: 74. Platz 30 km klassisch, 78. Platz 10 km klassisch, 80. Platz 15 km Verfolgung Freistil
- 1995 Thunder Bay: 64. Platz 15 km Verfolgung, 84. Platz 10 km klassisch
- 1997 Trondheim: 74. Platz 15 km Verfolgung, 93. Platz 10 km klassisch